# Aenictus samungi
Aenictus samungi (лат.) — вид муравьёв-кочевников рода Aenictus. Эндемики западного Таиланда (Tak Province).

## Описание
Длина рабочих менее 2 мм. От близких видов отличается следующими признаками: коротким петиолем, пропорциями тела, коротким скапусом усика (на половину длины головы), более мелкими размерами.
Усики 10-члениковые. Голова гладкая и блестящая. Клипеус по переднему краю с несколькими зубчиками. На жвалах около в 10 зубцов. Основная окраска желтовато-коричневая. Стебелёк между грудкой и брюшком у рабочих состоит из двух члеников, а у самок и самцов — из одного (петиоль). Глаза у рабочих отсутствуют. Промезонотальная борозда не развита, пронотум и мезонотум слиты. 
Видовое название дано в честь Mr Yuthana Samung (Faculty of Tropical Medicine, Mahidol University, Таиланд) за помощь в изготовлении изображений муравьёв.